# Episodi di Xena - Principessa guerriera (prima stagione)
La prima stagione della serie televisiva Xena - Principessa guerriera, composta da 24 episodi, è stata trasmessa per la prima volta negli Stati Uniti e in Canada, in Syndication, dal 4 settembre 1995 al 29 luglio 1996. È la stagione che introduce Olimpia (Renée O'Connor), la co-protagonista della serie, al fianco di Xena (Lucy Lawless), precedentemente personaggio secondario del telefilm Hercules: The Legendary Journeys. Olimpia diventa presto la più grande alleata e amica di Xena; la sua iniziale ingenuità la porta ad aiutare Xena a operare per "il bene superiore".
La stagione è stata pubblicata in DVD in un box da sei dischi il 23 aprile 2003 e ripubblicata a partire dal 20 aprile 2010, in un box da 5 DVD comprendenti i sottotitoli in inglese (non presenti nella prima pubblicazione). In Italia il DVD della prima stagione, così come quelli delle stagioni successive, non è mai stato pubblicato.
Inoltre, sempre in Italia, la stagione è stata trasmessa in prima visione su Italia 1. Le fonti differiscono sulle date di prima tv italiane, infatti secondo Movieplayer.it la stagione è stata trasmessa dal 12 gennaio al 13 febbraio 1998, mentre secondo L'Unità e La Stampa è stata trasmessa dal 12 gennaio al 16 febbraio 1998.   
La stagione è composta interamente da storie autoconclusive; è la stagione in cui fa la sua prima comparsa Callisto, nemesi di Xena, divenuta una spietata guerriera dopo che l'armata della malvagia Xena aveva distrutto il suo villaggio e ucciso la sua famiglia. Il suo desiderio di vendetta e la capacità di affascinare i telespettatori con il suo carattere folle la renderà un personaggio ricorrente nelle seguenti stagioni. Appare anche Corilo, il diversivo comico che seguirà le due eroine in molte delle loro avventure.
| nº | Titolo originale                            | Titolo italiano                         | Prima TV USA      | Prima TV Italia  |
| -- | ------------------------------------------- | --------------------------------------- | ----------------- | ---------------- |
| 1  | Sins of The Past                            | Xena e la giovane Olimpia               | 4 settembre 1995  | 12 gennaio 1998  |
| 2  | Chariots of War                             | Xena e il figlio del guerriero          | 11 settembre 1995 | 13 gennaio 1998  |
| 3  | Dreamworker                                 | Xena nel mondo di Morfeo                | 18 settembre 1995 | 14 gennaio 1998  |
| 4  | Cradle of Hope                              | Xena e il segreto di Pandora            | 25 settembre 1995 | 15 gennaio 1998  |
| 5  | The Path Not Taken                          | Xena e l'amore per Marcus               | 2 ottobre 1995    | 16 gennaio 1998  |
| 6  | The Reckoning                               | Xena contro Marte                       | 16 ottobre 1995   | 19 gennaio 1998  |
| 7  | The Titans                                  | Xena e il risveglio dei Titani          | 30 ottobre 1995   | 20 gennaio 1998  |
| 8  | Prometheus                                  | Xena, Hercules e Prometeo               | 6 novembre 1995   | 21 gennaio 1998  |
| 9  | Death In Chains                             | Xena e la Morte in catene               | 13 novembre 1995  | 22 gennaio 1998  |
| 10 | Hooves and Harlots                          | Xena e la lotta tra centauri e amazzoni | 20 novembre 1995  | 23 gennaio 1998  |
| 11 | The Black Wolf                              | Xena contro il tiranno di Argo          | 9 gennaio 1996    | 26 gennaio 1998  |
| 12 | Beware Greeks Bearing Gifts                 | Xena e il cavallo di Troia              | 15 gennaio 1996   | 27 gennaio 1998  |
| 13 | Athens City Academy of the Performing Bards | Xena e l'Accademia di Atene             | 22 gennaio 1996   | 30 gennaio 1998  |
| 14 | A Fistful of Dinars                         | Xena e il tesoro dei Sumeri             | 29 gennaio 1996   | 2 febbraio 1998  |
| 15 | Warrior... Princess                         | Xena e la principessa di Trezene        | 5 febbraio 1996   | 3 febbraio 1998  |
| 16 | Mortal Beloved                              | Xena e l'elmo di Plutone                | 12 febbraio 1996  | 4 febbraio 1998  |
| 17 | The Royal Couple of Thieves                 | Xena e il Re dei ladri                  | 19 febbraio 1996  | 5 febbraio 1998  |
| 18 | The Prodigal                                | Xena e il guerriero Melicerte           | 4 marzo 1996      | 6 febbraio 1998  |
| 19 | Altared States                              | Xena e il sacrificio di Ilio            | 2 aprile 1996     | 9 febbraio 1998  |
| 20 | Ties That Bind                              | Xena e il padre perduto                 | 29 aprile 1996    | 10 febbraio 1998 |
| 21 | The Greater Good                            | Xena e la freccia avvelenata            | 6 maggio 1996     | 11 febbraio 1998 |
| 22 | Callisto                                    | Xena e la vendetta di Callisto          | 13 maggio 1996    | 12 febbraio 1998 |
| 23 | Death Mask                                  | Xena e la maschera di Codro             | 3 giugno 1996     | 13 febbraio 1998 |
| 24 | Is There a Doctor in The House?             | Xena e il risveglio di Olimpia          | 29 luglio 1996    | 16 febbraio 1998 |

## Xena e la giovane Olimpia
- Titolo originale: Sins of the Past
- Diretto da: Doug Lefler
- Scritto da: Robert Tapert, R. J. Stewart

### Trama
Xena decide di porre fine alla sua vita di guerriera e ritornare nell'ombra: ha in mente di ritornare ad Anfipoli, suo villaggio natale, per chiedere perdono alla madre; giunta in quello che sembra un bosco seppellisce la sua spada, il suo chakram (arma che la caratterizza) e la sua armatura. Dopo alcuni minuti però, torna a combattere quando scopre un gruppo di ragazze di un villaggio vicino (Potidea) che sono state rapite da una banda di criminali. Una di loro, Olimpia, si offre in cambio di tutte le altre, ma Xena sconfigge i guerrieri da sola; poiché conosce chi li ha mandati, Draco, va a chiedergli di lasciare in pace il villaggio. Gli dice anche che vuole cambiare vita e rifiuta la sua proposta di combattere insieme e di essere la sua donna. Dopo essere stata allontanata da Potidea a causa della sua "fama" e aver cercato di impedire ad Olimpia di seguirla, si dirige verso casa; Draco però la segue e minaccia il suo villaggio. Intanto Olimpia, che cerca l'emozione e l'avventura e pensa di poterle trovare viaggiando con Xena, riesce a raggiungerla ad Anfipoli. L'incontro tra Xena e sua madre Irene non è dei migliori: la donna non crede che la figlia sia cambiata e le dice di andarsene, soprattutto dopo che gli uomini di Draco iniziano a compiere stragi in suo nome. Olimpia interviene e salva Xena dagli abitanti di Anfipoli che volevano linciarla. Draco arriva al villaggio con la sua armata e Xena gli propone un combattimento per impedirgli di portare via gli averi degli abitanti del suo villaggio: i due dovranno combattere su delle canne a circa due metri dal suolo usando solo dei bastoni; il primo che tocca terra sarebbe stato ucciso. Alla fine è l'uomo a perdere, ma Xena lo risparmia e lo obbliga a lasciare Anfipoli. Xena e la madre si riappacificano e la principessa guerriera si offre di riportare a casa Olimpia, ma alla fine la accetta come compagna di viaggio.
- Altri interpreti: Jay Laga'aia (Draco), Darien Takle (Irene), Willa O'Neill (Leuca), Anton Bentley (Perdicca), Stephen Hall (Hector), Linda Jones (Hecuba).

## Xena e il figlio del guerriero
- Titolo originale: Chariots of War
- Diretto da: Harley Cokeliss
- Scritto da: Josh Becker, Jack Perez, Adam Armus, Nora Kay Foster

### Trama
Xena deve difendere un piccolo villaggio pacifico da un gruppo di guerrieri capeggiati da Cicno e da suo figlio Sphaerus, che combatte per volere del padre, cercando di imitare il fratello morto in battaglia. Quando l'attacco al villaggio è stato respinto, Xena viene colpita nel fianco da una freccia. A prendersi cura di lei sarà Darius, un falegname vedovo e padre di tre figli. Egli, in debito con Xena per avergli salvato il figlio, le estrae la freccia e la lascia riposare a casa sua, anche se gli abitanti del villaggio non vorrebbero perché è una guerriera.
Intanto Olimpia viene importunata da un ubriacone in una taverna e conosce Sphaerus, ma il ragazzo non le dice chi è in realtà, anche perché crede di aver ucciso Xena.
Al villaggio c'è un incontro tra i guerrieri e il popolo per "concordare la pace", ma in realtà si tratta di un trucco per massacrarli. Xena decide di partecipare, Darius le dà un vestito della moglie ma comunque i contadini non vogliono farla partecipare. Dall'esterno dell'edificio Xena si accorge del tranello e riesce a sventarlo. Gli abitanti del villaggio però vogliono che Darius mandi via "una donna così violenta".
Per cercare di spingere il figlio all'odio e al sangue, Cicno dice a Sphaerus che Xena ha ucciso suo fratello e questi parte alla sua ricerca deciso ad ucciderla. Vedendo arrivare la loro armata, Xena fa montare Olimpia al galoppo di Argo, il suo cavallo, mentre lei li sorprende con una biga; la corsa con i carri da guerra è avvincente finché ha inizio il combattimento finale con le spade: Sphaerus non ha il coraggio di colpire Olimpia mentre Cicno combatte con Xena, che insiste sul fatto di non aver ucciso suo figlio. Sphaerus ferma il padre e questi adirato cerca di ucciderlo, ma Xena glielo impedisce uccidendolo. Finalmente Sphaerus è libero di concordare la pace col villaggio e di vivere la sua vita. Anche se è evidente che Darius e Xena si sono innamorati, e benché Darius la inviti a rimanere a vivere con lui e i figli, Xena rifiuta, il tempo che ha trascorso con Darius le ha fatto capire che insieme a lui potrebbe conquistare la felicità che Xena nel profondo desidera, ma non è ancora pronta per avere una famiglia, infine Xena e Olimpia riprendono il loro cammino.
- Altri interpreti: Nick Kokotakis (Darius), Jeff Thomas (Cicno), Stuart Turner (Sphaerus).

## Xena nel mondo di Morfeo
- Titolo originale: Dreamworker
- Diretto da: Bruce Seth Green
- Scritto da: Steven L. Sears

### Trama
L'episodio ha inizio con una sosta di Xena e Olimpia con quest'ultima che gioca con la spada e vuole imparare a combattere. Xena le dice che non deve impugnare la spada se non vuole diventare un bersaglio e che per lei è meglio scappare, far combattere i nemici tra loro quando sono tanti, e parlare per distrarli. In quel momento dei briganti le attaccano e Olimpia capisce che Xena ha ragione: chi ha la spada in mano o uccide o viene ucciso. Le due poi giungono in un villaggio per fare acquisti; mentre Xena cerca una pietra per la sua spada, Olimpia va in un negozio di armi e compra un piccolo pugnale da mettere nel décolleté. Xena nel negozio incontra un cieco chiamato Elato dell'ordine dei Mistici (i sacerdoti di Morfeo) e il negoziante lo manda via in malo modo. All'uscita dal negozio Olimpia viene rapita; mentre la cerca, Xena scopre che in quei giorni tutte le donne vengono tenute al sicuro perché viene scelta e rapita una sposa per il dio Morfeo dai suoi sacerdoti.
Xena allora torna dal Mistico cieco e questi gli rivela che Olimpia verrà spinta ad uccidere e poi verrà sacrificata a Morfeo e che lui non appartiene più all'ordine da quando l'ordine è stato corrotto dall'odio del suo capo-sacerdote, Medone. Elato allora, con una pozione ipnotica, manda Xena nel mondo dei sogni nella speranza che superati gli ostacoli possa raggiungere e salvare Olimpia.
Quest'ultima intanto affronta tre prove e applicando i consigli di Xena riesce a non uccidere mai nessuno. Xena invece deve affrontare i suoi rimorsi per la gente che ha ucciso e la se stessa del passato prima di arrivare dall'amica e salvarla da morte certa. Sconfitti i Mistici corrotti, Elato viene riabilitato tra gli abitanti del villaggio e come capo del suo ordine.
- Altri interpreti: Nathaniel Lees (Medone), Desmond Kelly (Elato).

## Xena e il segreto di Pandora
- Titolo originale: Cradle of Hope
- Diretto da: Michael Levine
- Scritto da: Terence Winter

### Trama
A re Alceo, che ha da poco perduto la moglie e il figlio, viene predetto da una veggente che un bambino, nato nella sua corte durante un equinozio, diventerà il nuovo re. In realtà il capitano delle guardie reali (Nemos) sta progettando in segreto di deporre il sovrano sfruttando la profezia.
I servitori che si occupavano dell'orfanello (la madre è morta durante il parto) perciò, una delle serve, lo abbandonano alla corrente del fiume e a trovarlo sono Xena e Olimpia; quest'ultima prende subito molto a cuore il bambino, mentre Xena lo guarda con diffidenza dicendo di voler cercare la madre nel vicino villaggio. Dopo poco cammino Xena salva una fanciulla da un'impiccagione, si Pandora, la sua è una stirpe maledetta per via della sua ava, Olimpia capisce che si trattava della famosa Pandora che custodiva il vaso delle sciagure. Pandora si unisce a loro nel viaggio e insieme raggiungono una taverna dove Xena capisce che il re vuole morto il bambino; qui gli uomini di Nemos le aggrediscono e rubano la scatola della fanciulla, una scatola dotata di un meccanismo orario che solo Pandora sa controllare: se questa si aprirà, la speranza in essa contenuta sarà liberata e perduta per sempre. Nello scrigno è custodita la speranza, l'unica cosa che l'ava di Pandora aveva impedito che fuggisse dal vaso quando il male in esso custodito era stato liberato. Xena allora si veste da danzatrice e si intrufola a palazzo dove recupera la scatola. Xena uccide Nemos e capisce che il re è solo un uomo molto solo e decide di affidargli il bambino; Pandora aiuterà il re a crescerlo dato che ormai si è affezionata al piccolo, la scatola resterà al sicuro all'interno del palazzo tra i gioielli del re e quest'ultimo avrà per erede legittimo il piccolo orfanello.
Prima di ripartire, Olimpia fa cadere la scatola che si apre e rivela il suo contenuto: è vuota. Xena capisce che la speranza non è mai stata nello scrigno per il semplice fatto che è un valore che appartiene al genere umano.
- Altri interpreti: Mary Elizabeth McGlynn (Pandora), Edward Newborn (re Alceo), Simon Prast (Nemos).

## Xena e l'amore per Marcus
- Titolo originale: The Path Not Taken
- Diretto da: Stephen L. Posey
- Scritto da: Julie Sherman

### Trama
Xena e Olimpia arrivano in una taverna dove incontrano Tindaro, il principe di Sparta la cui promessa sposa, la principessa Leda, è stata rapita. Il giovane offre del denaro a Xena affinché le riporti sana e salva la ragazza, ma la principessa guerriera non vuole farlo; quando capisce che potrebbe scoppiare una guerra tra i due regni, decide di aiutarlo a condizione che il denaro venga dato ai poveri. La guerriera capisce subito che la giovane si trova nel covo di briganti di Mesenzio, un trafficante d'armi che intende vendere armi ad entrambi i regni nel caso di una guerra tra le due famiglie. Olimpia rimane con il principe e lo convince ad andare a trovare il padre della ragazza, ma vengono presi in ostaggio dalle guardie del re d'Etolia, padre di Leda.
Xena, arrivata al covo di briganti, ritrova molte vecchie conoscenze, tra cui Marcus, una sua vecchia fiamma, e convince assassini e mercenari di non essere affatto cambiata. Xena vede la principessa e capisce che la situazione non è delle più rosee, quindi fa credere a Mesenzio di volergli offrire la sua armata per il combattimento in cambio della metà del suo guadagno. Poi gli impedisce di abusare e di uccidere la principessa, convincendolo che così potrà chiedere un riscatto.
Marcus intanto parla con Xena e le dice che quando ha visto uccidere un bambino nipote di un vecchio fuggì cercando di cambiare vita, ma poi tornò indietro nonostante la confessione (e un bacio), Xena non ha ancora abbastanza fiducia in lui da potergli confessare la verità.
Xena nasconde Leda in una cassa per farla uscire di nascosto dal covo al posto delle armi, ma Marcus la scopre; Xena gli offre di unirsi a lei per liberare la principessa, ma egli rifiuta e dà l'allarme; quando Mesenzio arriva, scocca una freccia verso Leda per ucciderla, ma Marcus la protegge col suo corpo e muore al suo posto. Xena, nell'impeto della rabbia, uccide Mesenzio lanciandogli contro il chakram tagliandogli la gola. 
Durante il funerale di Marcus, Xena canta l'elogio funebre e Olimpia dice che avrebbe voluto conoscerlo, e Xena capisce di aver perso un vero amico.
- Altri interpreti: Bobby Hosea (Marcus), Stephen Tozer (Mesenzio), Nicola Cliff (Leda), Jimi Liversidge (Tindaro).

## Xena contro Marte
- Titolo originale: The Reckoning
- Diretto da: Charles Siebert
- Scritto da: Peter Allan Fields

### Trama
Xena si imbatte in un guerriero incappucciato che ha ucciso tre contadini e ha ridotto in fin di vita un quarto uomo, Teracle. Dopo un combattimento in cui l'assalitore mostra doti e abilità sorprendenti, questi scompare nel nulla. La principessa guerriera allora presta soccorso all'uomo ancora vivo finché giungono dal villaggio i familiari degli uomini, i quali immediatamente accusano Xena di averli uccisi visto che le sue mani e la sua spada sono sporchi di sangue. Xena prova a fuggire con Olimpia, ma il mattino seguente vengono catturate e Xena viene condotta in prigione. L'anziano del villaggio, Polemone, vuole svolgere un regolare processo, ma è contrastato da Laerzio e Trasimaco, che vogliono subito vendetta.
Disobbedendo agli ordini di Xena, Olimpia rimane al villaggio e ne assume la difesa durante il processo. Xena intanto riceve nella cella la visita di Marte, il dio della guerra, nonché responsabile degli omicidi. Xena non appare sorpresa e viene tentata dal dio, che le mostra cosa potrebbe avere se accettasse di diventare la sua regina guerriera: un'armata invincibile, la possibilità di governare il mondo e avere tutto ciò che desidera. Marte le dice che le basterà invocare il suo nome per avere tutto quello che le ha mostrato; la tentazione è forte, ma Xena riesce a resistere anche quando le viene mostrata una simulazione dell'esecuzione. Olimpia intanto trova delle false orme del combattimento tra Xena e Marte, ma quando sta per mostrarle a Polemone per provare l'innocenza dell'amica, Marte le fa sparire. Durante il processo nemmeno Teracle riesce a provare l'innocenza della principessa guerriera perché non ricorda bene l'accaduto.
Marte torna a tentare Xena in prigione, e questa cede alle sue lusinghe: con una forza sorprendente spezza le catene e abbatte la porta della cella, ma quando colpisce Olimpia torna in sé e si fa ricondurre in prigione. Quella notte, Olimpia torna alla cella e cerca di far evadere Xena, ma lei si rifiuta e vuole affrontare il processo, dopo che ha trovato un modo per ingannare Marte. Durante un incontro con il dio della guerra, Xena gli dice che accetterà la sua offerta solo se sarà ritenuta colpevole, ma lui dovrà prometterle che riporterà in vita chiunque lei voglia. Il giorno dopo, Polemone la condanna colpevole e a morte; Xena chiede così a Marte di far tornare in vita i tre contadini uccisi. Tra lo stupore della folla, Polinio (uno dei tre) conferma l'innocenza di Xena; ora non c'è più nulla per cui condannare Xena, e Marte deve andarsene.
- Altri interpreti: Kevin Tod Smith (Marte), Christian Hodge (Teracle), William Johnson (Polemone), Christopher Mayer (Laerzio), Danny Lineham (Trasimaco), Ross Harper (Polinio).

## Xena e il risveglio dei Titani
- Titolo originale: The Titans
- Diretto da: Eric Brevig
- Scritto da: R. J. Stewart

### Trama
Mentre Xena è intenta a catturare dei briganti guidati da Esiodo, Olimpia entra in una enorme grotta dove dei sacerdoti stanno svolgendo una celebrazione: una ragazza sta provando a risvegliare i Titani leggendo una formula scritta in un antico dialetto greco, ma non ci riesce perché non conosce l'esatta pronuncia della lingua. Olimpia, allora, si offre di provare e legge correttamente la formula, liberando i Titani Thea, Crio e Iperione. Xena intanto raggiunge Esiodo nella locanda del vicino villaggio e in quel momento arrivano dei rinforzi. Olimpia giunge in quel momento e fa disperdere i furfanti da Crio, che assieme agli altri due Titani la adora come la dea che li ha liberati. Temendo i suoi poteri, i tre vanno a svolgere vari lavori per il villaggio. Iperione manifesta il suo disappunto e non crede che Olimpia sia una dea, così quando tornano dal lavoro e chiedono da mangiare e scoprono che devono dividere il cibo con gli abitanti del villaggio, il malvagio Titano soffia via Olimpia, scoprendo la verità. Xena porta tutti gli abitanti del villaggio nel tempio di Crono, luogo sacro per i Titani.
Intanto i Titani tornano nella grotta dove erano stati pietrificati; malgrado l'obiezione di Crio e Thea, Iperione minaccia il villaggio di uccidere tutti se non gli consegneranno Xena, e promette che colui che gliela consegnerà verrà eletto re. Inoltre ha bisogno di Olimpia per risvegliare altri Titani addormentati. Nel tempio si scopre che alcuni bambini erano con i sacerdoti e sono scomparsi; così Xena si reca nel covo dei Titani per salvarli, e ancora una volta riesce a fuggire quando Crio impedisce a Iperione di massacrare i fanciulli. Purtroppo Crio ha la peggio e viene ucciso dall'altro Titano, che insegue Xena.
Intanto al tempio, Esiodo, incatenato a una colonna del tempio, riesce a mettere il villaggio contro Xena; solo Fileo, sacerdote innamorato di Olimpia, le resta fedele.
Tornata al tempio, Xena viene catturata e rinchiusa in una cassa, ma riesce a fuggire; quando Esiodo e Rodos, suo complice, si presentano dai Titani pretendendo di aver catturato Xena, vengono uccisi.
Al ritorno al tempio Xena chiede l'aiuto di tutti gli abitanti del villaggio per costruire una piccola trappola per Iperione e litiga con Olimpia, che vorrebbe andare da sola a cercare la pergamena che farebbe riaddormentare i Titani. Quella notte, Olimpia fugge e trova la pergamena, ma viene rinchiusa in gabbia da Thea. Iperione cerca inutilmente di farle leggere la formula per risvegliare tutti gli altri Titani della grotta; Olimpia riesce però a dare il tempo a Xena per intrappolare la mano di Iperione nell'aggeggio costruito. Thea, innamorata di Iperione, dà a Xena la pergamena che li ritrasformerà in rocce; infuriato, il Titano si libera e sta per uccidere la principessa guerriera, ma questa detta le parole dell'evocazione a Olimpia, che le recita correttamente tramutando i Titani in pietra.
- Altri interpreti: Mark Raffety (Iperione), Amanda Tollemache (Thea), Edward Campbell (Crio), Andy Anderson (Esiodo), Kieren Hutchison (Fileo), David Mackie (Rodos).

## Xena, Hercules e Prometeo
- Titolo originale: Prometheus
- Diretto da: Stephen L. Posey
- Scritto da: R. J. Stewart

### Trama
Xena viene attaccata da quattro banditi e li sconfigge facilmente, salvando però uno di loro, Demofone, ferito seriamente. Mentre attende col prigioniero e Olimpia la fine della tempesta che intanto si è abbattuta sul luogo, Demofone comincia a sentirsi male e muore improvvisamente; lo stesso succede a un altro avventore della locanda in cui sono rifugiati, e quando un urlo disumano proviene dall'esterno, Xena capisce che il Titano Prometeo è stato imprigionato dagli dei: infatti secondo la leggenda, se Prometeo dovesse essere incatenato, tutti i doni che ha fatto ai mortali, come il dono del fuoco o della guarigione, scompariranno. Xena decide così di partire per liberare il Titano, e si reca quindi da Io, un oracolo che le rivela che cosa deve fare: prendere la spada del dio Vulcano dalla sua caverna, essendo questa l'unica arma in grado di spezzare le catene di Giunone che imprigionano Prometeo. La sua missione non sarà semplice: i guerrieri della dea le impediranno ad ogni costo di impadronirsi dell'arma. E così accade: Xena prende la spada dopo aver sconfitto i soldati di Giunone, e uscita dalla grotta s'imbatte in Hercules, che le intima di consegnargli la spada. Xena lo attacca, ma quando comprende che le loro abilità sono alla pari, salta su Argo e si allontana. Più tardi, però, quando Hercules e l'amico Iolao aiutano Xena e Olimpia, gli uomini di Giunone attaccano Hercules, Xena e Iolao che riescono a sconfiggerli, uno dei soldati aveva rubato la spada a Xena e con essa voleva uccidere Hercules con un fendente, tuttavia il semidio si è difeso con il suo bracciale che reagendo con la spada ha incenerito il guerriero di Giunone. Adesso Iolao ha capito, infatti il bracciale di Hercules come la spada è forgiato con il metallo di Vulcano, il contatto ha avuto un effetto letale su colui che brandiva l'arma. Anche le catene che tengono imprigionato Prometeo sono fatte con il medesimo metallo, colui che impugnerà la spada e distruggerà le catene verrà incenerito, ecco perché Hercules e Xena prima si erano battuti per il possesso della spada, nessuno dei due vuole che sia l'altro a sacrificarsi. Per adesso preferiscono non prendere una decisione in merito e quindi si limitano a viaggiare insieme, benché nello scontro Iolao era rimasto ferito, ma solo Olimpia se ne accorge e gli promette di non dire nulla a Hercules e a Xena. Ma giunti nella grotta dove è imprigionato Prometeo, Iolao si indebolisce. Così Olimpia resta con lui, mentre Xena e Hercules proseguono nel cammino. Xena rivela di non aver mai dimenticato Hercules e che è ancora innamorata di lui, anche Hercules si dichiara ammettendo che da quando la moglie Deianeira è morta questa è la prima volta che prova questi sentimenti, e i due si baciano. Prima di giungere sulla vetta della montagna dove è tenuto prigioniero il Titano, Xena colpisce Hercules, facendolo svenire, prendendogli la spada e dandogli un lieve bacio sotto il naso, continua il cammino da sola. Alla fine, però, i due uniscono le forze per combattere le guardie poste da Giunone sulla vetta del monte, un'aquila gigante cattura Xena e si libera in volo, tuttavia Xena con la spada ferisce l'aquila e si libera oltre a far cadere la spada sopra Hercules che, con una roccia, riesce a deviarla contro le catene che imprigionano Prometeo distruggendole senza toccare direttamente l'elsa: così Prometeo è libero e né Hercules né Xena sono morti dato che la spada non era impugnata da nessuno quando ha spezzato le catene, i due eroi sono salvi e anche Iolao comincia a stare meglio, e bacia Olimpia essendole riconoscente per averlo accudito. Alla fine i quattro amici si separano, anche se Xena e Hercules si sentono più vicini di prima e si salutano con un bacio prima di incamminarsi ognuno per la propria strada.
- Altri interpreti: Kevin Sorbo (Hercules), Michael Hurst (Iolao), Russell Gowers (Demofone), John Freeman (Prometeo), Jodie Dorday (Io).

## Xena e la Morte in catene
- Titolo originale: Death in Chains
- Diretto da: Charles Siebert
- Scritto da: Babs Greyhosky, Adam Armus, Nora Kay Foster

### Trama
Re Sisifo e la sua sposa Karas attendono l'arrivo di Celesta, la Morte, giunta a scortare il sovrano nell'Oltretomba dal fratello Plutone. Lo scopo di Sisifo è però quello di imprigionarla così da poter rimanere in vita; con la Morte in catene, però, nessuno può più morire. Intanto Xena e Olimpia sono attaccate dal guerriero Tosseo, che cerca di uccidere la principessa guerriera; questa riesce però a sconfiggere il malvivente e se ne vanno, credendolo morto. Questi invece è ancora vivo, nonostante la ferita mortale infertagli da Xena. Intanto Plutone giunge dall'Oltretomba a chiedere l'aiuto della guerriera per salvare la sorella; infatti, se la sua candela si consumerà completamente, lei morirà e il genere umano sarà condannato a vivere in eterno nella sofferenza delle malattie. Xena e Olimpia si incamminano così verso il castello di Sisifo; nel viaggio incontrano un gruppo di feriti e ammalati che non possono morire. A loro si unisce Talo, figlio di una dama della corte del sovrano che conosce bene il castello di Sisifo. Intanto Tosseo dimostra alla sua banda di malviventi che non può essere ucciso e li convince ad unirsi a lui in cerca di Xena. Mentre Olimpia e Talo, che sembrano molto legati, si fermano ad aiutare altri feriti, Xena si reca al castello del re. Quando però una donna rivela a Olimpia che se Xena entrerà in contatto con Celesta, morirà; così, preoccupata per l'amica, lei e Talo la seguono da Sisifo, senza sapere che anche Tosseo è sulle tracce della principessa guerriera. Nello stesso tempo, Plutone e Caronte sono sulle rive del fiume Acheronte e confidano in Xena affinché le anime dei mortali ricomincino ad affluire nell'Oltretomba. Xena raggiunge Sisifo, che con un tranello la fa cadere in un pozzo, dove verrà raggiunta anche da Talo dopo che questi e Olimpia sono entrati nel castello; la poetessa è invece riuscita a fuggire agli uomini di Tosseo. Comprendendo l'errore commesso dallo sposo, Karas offre il suo aiuto a Xena per salvare Celesta: lei e Talo convincono Sisifo a liberare la Morte, ma prima che questo sia fatto arrivano Olimpia e gli uomini di Tosseo; mentre Xena li combatte, lancia il suo chakram e libera definitivamente Celesta: Tosseo e i suoi uomini cadono a terra morti. Alla fine la Morte rivela di essere lì non per Sisifo, ma per Talo, malato da molto tempo. Olimpia e il giovane si dicono così addio, dopo essersi promessi che un giorno si reincontreranno.
- Altri interpreti: Leslie Wing (regina Karas), Ray Henwood (re Sisifo), Kate Hodg (Celesta/Morte), Chris Graham (Tosseo), Erik Thomson (Plutone), Kieren Hutchison (Talo), Michael Hurst (Caronte).

## Xena e la lotta tra centauri e amazzoni
- Titolo originale: Hooves and Harlots
- Diretto da: Jace Alexander
- Scritto da: Steven L. Sears

### Trama
Xena e Olimpia giungono nel territorio delle amazzoni; Xena mostra a Olimpia il saluto delle amazzoni, così quando le guerriere le circondano, le due amiche dimostrano di essere in pace. La pattuglia è guidata da Temi, sorella della regina Melanippe, e da Anfitea. Temi decide di portarle dalla regina, dato che sono in territorio amazzone, e le rassicura sul fatto che dopo potranno continuare il loro viaggio. Olimpia lega subito con Temi, affascinata dal popolo amazzone in cui le donne non sono trattate come schiavi degli uomini; Xena invece è infastidita da Anfitea, che la guarda con diffidenza. Improvvisamente il gruppo viene attaccato e Temi colpita mortalmente; nonostante questo, Olimpia le fa scudo col suo corpo finché il pericolo non viene sventato. In punto di morte, Temi riconosce il coraggio della nuova amica e la nomina sua erede. Olimpia riceve così il titolo di Temi di principessa amazzone e il compito di vendicarne la morte. Al villaggio amazzone, Xena e Olimpia fanno conoscenza della regina Melanippe, che crede che i responsabili della morte della sorella siano i centauri, coi quali presto intraprenderanno una battaglia. Subito dopo arriva Anfitea che ha catturato Sileo, figlio del capo dei centauri Issione, da lei accusato di essere responsabile della morte di Temi. Melanippe lo fa rinchiudere e programma la sua esecuzione per il giorno seguente, ma Xena è convinta della sua innocenza. La regina delle amazzoni ha un incontro con Cleonide, signore della guerra locale, per essere certa che questi non interverrà nella guerra coi centauri; Xena, sospettosa, chiede il permesso di parlare con Issione, ma Melanippe non ha comunque intenzione di rimandare l'esecuzione di Sileo. Intanto Olimpia inizia l'addestramento per divenire principessa amazzone; sceglie così la sua prima arma, un bastone, arma classica per la difesa. Xena raggiunge il villaggio dei centauri e prega Issione di non attaccare le amazzoni, per evitare una guerra inutile, ma questi le dice che non può non intervenire dal momento che suo figlio è in pericolo. Così Xena torna con Anfitea al luogo dell'attacco a Temi, e qui scopre escrementi di cavallo, ma non di centauro; capisce così che Temi è stata uccisa su ordine di Cleonide, che avrebbe solo da guadagnare da un'eventuale guerra tra i due popoli. Le due tornano al villaggio amazzone giusto in tempo per fermare l'esecuzione di Sileo, ma Melanippe vuole andare in battaglia. Così a Xena non resta che sfidarla per diventare la nuova regina: Melanippe è sconfitta e si dichiara leale a Xena, nuova regina amazzone. Xena rivela il vero assassino di Temi proprio quando Issione giunge con i suoi uomini, e i due popoli si alleano contro Cleonide, che viene sconfitto. Tra centauri e amazzoni viene stipulata la pace, mentre Melanippe torna ad essere regina e Olimpia riparte con Xena, dopo che Anfitea le ha regalato il bastone che era stato di sua madre.
- Altri interpreti: Rebekah Mercer (Temi), Danielle Cormack (Anfitea), Alison Bruce (Melanippe), Colin Moy (Sileo), David Aston (Issione), Mark Ferguson (Cleonide).

## Xena contro il tiranno di Argo
- Titolo originale: The Black Wolf
- Diretto da: Mario Di Leo
- Scritto da: Alan Jay Glueckman

### Trama
Un gruppo di guerrieri agli ordini del misterioso Lupo Nero attacca gli esattori delle tasse di Serse, re di Argo; questi minaccia di uccidere i cittadini se il Lupo Nero non si farà avanti, così diversi contadini si presentano a lui come il fuorilegge. Serse li fa arrestare tutti. Una volta giunta al villaggio, Xena incontra Ermione, una vecchia amica, che le chiede di aiutare sua figlia Cloride, innamorata di Diomede, uno dei guerrieri del Lupo Nero e per questo imprigionata con altri suoi seguaci. Xena accetta di aiutare la figlia dell'amica, così si reca al palazzo di Serse, a cui propone un patto: in cambio di un'alta somma di denaro, lei fingerà di essere una prigioniera e, una volta nelle celle, troverà il Lupo Nero e lo consegnerà al sovrano. Così lei e le guardie di Serse inscenano una battaglia nella piazza del villaggio, dopo la quale Xena viene arrestata e portata in prigione.
Intanto Olimpia giunge al villaggio e trova Argo, ma non vede Xena da nessuna parte. Così chiede notizie al fabbro, che le rivela che Xena è nelle prigioni di Serse e che le ha lasciato un messaggio: deve aspettarla alla taverna. Successivamente incontra Salmoneo, vecchia conoscenza di Xena (era già apparso in Hercules), che cerca di venderle della mercanzia con impresso il marchio del Lupo Nero. La fanciulla, per poter raggiungere Xena in prigione, tira dei pomodori alle guardie, ma queste fraintendono la situazione e arrestano Salmoneo.
In prigione, Xena rincontra Cloride, ora molto cambiata da come la ricordava lei. Xena le offre di condurla in libertà, ma lei le dice che se vuole liberarla dovrà salvare anche tutti i suoi compagni. In seguito, Crisippo, braccio destro di Serse, tortura Xena per farsi rivelare il nome del Lupo Nero: la getta così in una gabbia che comincia a riempirsi di acqua, ma con un astuto stratagemma la principessa guerriera riesce a liberarsi. Subito dopo viene raggiunta da Salmoneo; Xena decide di aiutare tutti i seguaci del Lupo Nero più Salmoneo, nonostante Diomede non si fidi per nulla; i prigionieri iniziano a raccogliere corde e funi per attuare il loro piano: con queste si arrampicano sul tetto e quando le guardie entrano per cercarli vengono sopraffatte. I prigionieri fuggono, ma vengono raggiunti da Serse e i suoi uomini. Il re convoca Xena, pensando che l'abbia tradito, ma lei lo convince di essere ancora ai suoi ordini. Riportata in prigione, Xena capisce che tra loro c'è una spia, ma viene accusata da Diomede di essere proprio lei la spia; i due iniziano a lottare e Xena ha la meglio. Risparmia il giovane e insiste sul fatto di non essere lei la traditrice. Inizia anche a immaginare chi possa essere il Lupo Nero. Olimpia riesce a raggiungere Xena in prigione, dopo aver buttato un piatto di minestra addosso a una guardia. Con uno stratagemma è anche riuscita a portargli il chakram e la frusta; Salmoneo racconta tutto l'accaduto a Olimpia mentre Xena parla con Cloride, a cui rivela di conoscere l'identità del Lupo Nero, ma non vuole dirlo a Serse. Olimpia e Salmoneo parlano di un altro piano di fuga, tutto solo per far uscire allo scoperto il traditore, Parnasso, che viene ucciso subito dalle guardie. Crisippo decide allora di prendere come ostaggio Salmoneo, e a questo punto Xena gli rivela l'identità del Lupo Nero: Cloride. Xena accetta di assistere all'esecuzione di Cloride con Serse; poco prima che l'amica sia giustiziata, Xena la salva e libera i prigionieri. Si scatena una battaglia tra i seguaci del Lupo Nero e le guardie di Serse. Il tiranno viene ucciso e la pace torna nel villaggio.
- Altri interpreti: Kevin J. Wilson (Serse), Maggie Tarver (Ermione), Emma Turner (Cloride), Ian Hughes (Diomede), Nigel Harbrow (Crisippo), Robert Trebor (Salmoneo), Ross Duncan (Parnasso).

## Xena e il cavallo di Troia
- Titolo originale: Beware Greeks Bearing Gifts
- Diretto da: T. J. Scott
- Scritto da: Roy Thomas, Janis Hendler, Adam Armus, Nora Kay Foste

### Trama
Elena, regina di Troia, continua a sognare di essere uccisa nel suo stesso letto da un guerriero sconosciuto. Nonostante le rassicurazioni dello sposo Paride, ella manda un messaggio all'amica Xena perché l'aiuti a porre fine al conflitto che ormai da dieci anni si svolge a Troia. Melchiade, messaggero della regina, raggiunge Xena e Olimpia poco lontano dalla città; le due amiche lo trovano in fin di vita dopo che è stato attaccato da dei soldati: Melchiade riesce a riferire il messaggio di Elena, ma purtroppo muore subito dopo. Le due decidono così di recarsi in città, rischiando di farsi uccidere dai soldati greci. Perdicca, promesso sposo di Olimpia, le vede avvicinarsi e fa aprire le porte della città. Nel campo dei greci il marito di Elena (la quale era stata costretta a sposarlo) Menelao si incontra con una spia troiana che ha inviato nella città per aiutarlo a conquistarla e riprendersi Elena. Gli viene anche riferito dell'arrivo di Xena. Intanto Olimpia è sorpresa di rivedere Perdicca, soprattutto quando scopre che ora è un guerriero; i due si abbandonano ai ricordi del passato, mentre Xena si incontra con Elena. Questa è convinta del fatto che se tornasse da Menelao, questo porterebbe alla fine della guerra, ma Xena non è affatto convinta. Nonostante ciò, Elena tenta di fuggire, ma viene fermata dalla guerriera; le due donne vedono la spia dei greci, così Xena decide di seguirla fino all'accampamento greco: è Deifobo, capo della sicurezza di Troia e fratello di Paride. Xena si reca subito dal re dei troiani a rivelarne l'identità, ma è interrotta quando Deifobo annuncia la resa dei greci; Xena viene arrestata e i troiani portano in città il dono fatto loro da Menelao: un enorme cavallo di legno. Iniziano le celebrazioni della vittoria: quella notte, quando le guardie sono ubriache e addormentate, dal cavallo escono i soldati greci che spalancano le porte di Troia e fanno entrare l'esercito. Xena riesce a fuggire e fa radunare a Olimpia e Perdicca la maggior parte dei cittadini nel tempio, mentre lei cerca Elena; anche Menelao cerca la regina, che nel frattempo arriva nel tempio sana e salva. Nel tempio giunge anche Deifobo, che uccide il fratello e rapisce la regina. Xena riesce a confondere i soldati greci non appena questi entrano nel tempio, e fa nascondere i superstiti nel cavallo di legno che viene allontanato dalla città dai soldati di Menelao. Mentre Olimpia, Perdicca e gli altri si mettono in salvo, Xena cerca Deifobo ed Elena; sconfitto il traditore, lo lascia a Menelao, mentre lei porta in salvo Elena. La regina parte con Perdicca decisa a crearsi una nuova vita, e Olimpia lo guarda allontanarsi.
- Altri interpreti: Galyn Gorg (Elena), Warren Carl (Paride), Adrian Keeling (Melchiade), Scott Garrison (Perdicca), Ken Blackburn (Menelao), Cameron Rhodes (Deifopo).

## Xena e l'Accademia di Atene
- Titolo originale: Athens City Academy of the Performing Bards
- Diretto da: Jace Alexander
- Scritto da: R. J. Stewart, Steven L. Sears

### Trama
Olimpia è in una locanda e sta narrando lo scontro tra Xena e Marte, quando un giovane le si avvicina: si chiama Orione ed è anche lui un poeta, e le chiede se vuole andare con lui all'Accademia di Atene, dove avrà luogo una competizione per poter accedere alla prestigiosa scuola. Olimpia accetta e saluta Xena, commossa perché forse non si rivedranno per molto. Ad Atene riesce ad iscriversi dopo aver raccontato lo scontro avvenuto tra Xena e Draco ad Anfipoli. Subito Olimpia fa amicizia con un gruppo di aspiranti aedi: oltre a Orione, conosce il balbuziente Timoteo, il raffinato Euripide e lo scatenato Statteo. Durante le spiegazioni di Docenius, questi viene ucciso da una figura incappucciata che riesce a fuggire; mentre gli studenti entrano nel panico, l'insegnante si rialza e li sfida a trasformare in racconto quanto appena accaduto. Olimpia è contrariata e racconta la vicenda di re Sisifo e Celesta. Il racconto scatena subito gli applausi del pubblico e Polonius, padre di Orione, vede in Olimpia un ostacolo per la carriera del figlio. Il giorno seguente Orione chiede alla nuova amica di dirgli cosa pensa del suo racconto, ma la fanciulla risponde che deve raccontare storie per piacere suo, non del pubblico e tantomeno per volere del padre Polonius. Nello stesso momento Polonius informa la segretaria del concorso, Kellos, che Olimpia si è iscritta irregolarmente. La ragazza viene così allontanata, ma i suoi compagni si coalizzano per permetterle di rimanere: il giudice Gastacius chiede così a Olimpia di salire sul palco ed esibirsi; il racconto è talmente avvincente da farla riammettere al concorso. Mentre la finale si avvicina, Polonius diventa sempre più spietato col figlio, finché questi non abbandona la competizione. Olimpia lo convince però a tornare indietro, e iniziare a raccontare storie con la stessa innocenza che provava da bambino. Dopo un'ottima prova, il ragazzo è ammesso all'Accademia. Anche Olimpia viene accettata, ma decide di continuare a seguire Xena nelle sue avventure. Prima di partire, Orione le rivela il suo vero nome: Omero.
- Altri interpreti: Dean O'Gorman (Orione; Omero), Grahame Moore (Polonius), Alan De Malmanche (Docenius), Joseph Manning (Euripide), Patrick Brunton (Statteo), Lori Dungey (Kellos), David Weatherley (Gastacius).

## Xena e il tesoro dei Sumeri
- Titolo originale: A Fistful of Dinars
- Diretto da: Josh Becker
- Scritto da: R. J. Stewart, Steven L. Sears

### Trama
Lisandro, un vecchio amico di Xena, viene ucciso in uno scontro con Klonig per il possesso di uno dei quattro indizi che conducono al tesoro dei Sumeri. Altri due indizi sono in mano dell'assassino Tersite, mentre il quarto è posseduto da Petracle, una volta promesso sposo di Xena. Questa decide di unirsi agli altri due per tenerli d'occhio: infatti assieme al tesoro è sepolta la chiave dei Titani, oggetto che conduce all'ambrosia, il cibo degli dei che rende i mortali immortali. Così i quattro si incamminano verso un vulcano, il Monte Polisso. Nella foresta di Pandione, vengono sorpresi da una pioggia di frecce e sono costretti ad attraversare un ponte che crolla subito dopo il loro passaggio. Quella notte, Olimpia e Petracle parlano del fidanzamento di quest'ultimo con Xena: lui rivela che era troppo giovane e confondeva l'amore con la passione e il desiderio di possesso nei confronti di Xena, infatti smise di amarla quando lei accettò la sua proposta di matrimonio. Tra Olimpia e Petracle c'è attrazione, arrivano anche a baciarsi. Xena, che li ha sentiti, lo avverte: se farà soffrire Olimpia la pagherà cara, anche se il suo vecchio fidanzato invece insiste sul fatto di essere cambiato. Il giorno seguente il gruppo giunge al tempio di Demetra; qui devono rubare un rubino dalla statua della dea, oggetto che indicherà loro il luogo ove è celato il tesoro; così giungono in un luogo dove ci sono tre totem. Xena infila il rubino nella giusta posizione e questo riflette la luce del sole verso la via da seguire, che conduce a una caverna. Raggiunto il luogo nascosto, i quattro trovano il tesoro dei Sumeri; mentre Tersite e Petracle sono ammaliati dal tesoro, Xena e Olimpia cercano la chiave dei Titani; questa viene però raccolta da Tersite, che fugge con essa e con Olimpia. Xena e Petracle lo inseguono attraverso un passaggio segreto; giunti alla sala dell'ambrosia, Petracle riesce a liberare Olimpia, ma viene pugnalato da Tersite; lui e Xena iniziano a lottare, finché quest'ultima non ha la meglio. Allora il sicario si avvicina al cibo degli dei, prima che possa raggiungere l'ambrosia viene ucciso da Xena. La guerriera e Olimpia si avvicinano a Petracle, ormai morente, il quale mostra a Xena il braccialetto che le aveva regalato per le loro nozze mai avvenute, scusandosi per averla ferita, non è stato capace di apprezzarla come lei meritava. Quando ormai è morto, Xena capisce che era veramente cambiato. Alla fine decide di gettare l'ambrosia nel cratere del vulcano, che viene consumata dal magma per evitare che qualche mortale potesse impossessarsene.
- Altri interpreti: Richard Foulkes Jr. (Lisandro), Lawrence Wharerau (Klonig), Jeremy Roberts (Tersite), Peter Daube (Petracle).

## Xena e la principessa di Trezene
- Titolo originale: Warrior... Princess
- Diretto da: Michael Levine
- Scritto da: Brenda Lilly

### Trama
Xena si reca al castello di re Licaone, in seguito a una richiesta d'aiuto da parte di quest'ultimo; non appena ne varca le porte, viene assalita da un traditore, Timus, che però sconfigge facilmente. Il re spiega a Xena che l'attentato era diretto ai danni di sua figlia, Danae, identica alla principessa guerriera; questo per far sì che le nozze tra lei e Mineus di Lemno non si verifichino. Il piano del re è quello di scambiare l'identità di Xena con quella di Danae, così che la principessa guerriera possa scoprire chi vuole uccidere la principessa. Così Danae lascia il palazzo alla ricerca di Olimpia, mentre Xena inizia a fingersi Danae; il piano funziona, infatti Xena inganna Delia, serva di Danae, e Filemone, futuro cognato della principessa. Mentre passeggia con questi, i due vengono attaccati, ma respingono l'assalto facilmente (Xena riesce a combattere senza farsi vedere da Filemone). Intanto Danae incontra Olimpia e la convince della sua vera identità; la poetessa accetta di aiutarla a comportarsi da vera principessa guerriera. Al ricevimento del matrimonio di Danae, Xena incontra Peleo, futuro sposo della principessa; vede inoltre Gordio, consigliere del re, e Bromio, capo delle guardie, che parlano tra loro sospettosamente. Intanto la vera principessa sta imparando a vivere come una comune cittadina, aiutata in questo da Olimpia.
Filemone scopre la vera identità di Xena, e comincia a preoccuparsi per Danae, ammettendo infine di esserne innamorato; Timus attenta nuovamente alla vita di "Danae", ma viene sconfitto e interrogato: il mandante è Bromio. Questi viene arrestato, ma successivamente si impicca nella sua cella. Il giorno seguente, Xena e Danae si riscambiano i ruoli, così Xena riparte con Olimpia e Danae si prepara al matrimonio con Peleo; nel frattempo, Gordio, il vero colpevole, prepara un nuovo tentativo di uccidere Danae, ora che Xena è partita. Filemone, una volta capito che Bromio è stato ucciso, avverte Danae e questa lo manda a chiamare Xena. In realtà, è proprio Xena ad aver allontanato Filemone, mentre Danae è ancora con Olimpia. Così durante le nozze Xena sventa l'ultimo tentativo di uccidere la principessa e sconfigge Gordio e i suoi uomini. Filemone, pensando di parlare con Xena, rivela a Danae quello che prova per lei, e quando questa gli rivela la sua identità, sono loro due a sposarsi e a unire i due regni.
- Altri interpreti: Norman Forsey (re Licaone), Jason Hoyte (Timus), Latham Gaines (Peleo), Michelle Huirama (Delia), Iain Rea (Filemone), Patrick Smith (Gordio).

## Xena e l'elmo di Plutone
- Titolo originale: Mortal Beloved
- Diretto da: Garth Maxwell
- Scritto da: R.J. Stewart

### Trama
Il fantasma di Marcus (Xena e l'amore per Marcus) chiede aiuto a Xena: nell'Oltretomba è il caos, e le anime dei buoni sono in pericolo. La guerriera decide così di intervenire, e si tuffa nel lago Alconiano, portale per l'aldilà, lasciando Olimpia sulle sue sponde. Sulle rive del fiume Acheronte, Caronte conferma la storia di Marcus: le anime dei malvagi hanno invaso i Campi Elisi, mentre gli innocenti sono stati relegati nel Tartaro. La colpa è da imputare a Forbante, uomo malvagio che ha rubato l'elmo dell'invisibilità al suo possessore, il dio Plutone, ora confinato nel suo palazzo senza poteri. Xena scopre anche che Marcus, una volta morto, è stato mandato negli Inferi ed è commossa: se riusciranno a rimettere le cose a posto, il suo amico passerà l'eternità nel tormento.
Xena si reca così nei Campi Elisi, dove scopre il piano di Forbante: tornare in vita per riprendere a uccidere giovani spose. Quando viene scoperta, la guerriera riesce a far ribellare i seguaci di costui, tra cui c'è anche Tosseo (Xena e la Morte in catene), scatenando così una lotta per il possesso dell'elmo. Nella confusione che ne segue, lei e Marcus fuggono e si dirigono verso il palazzo di Plutone; egli rivela che se uno spirito tornasse nel mondo dei viventi con il suo elmo, ritornerebbe in vita, e potrebbe quindi essere ucciso. Plutone concede a Marcus di tornare in vita per due giorni, così che possa aiutare Xena a fermare Forbante. Intanto, quest'ultimo è tornato sulla Terra e ha preso Olimpia come ostaggio; la poetessa riesce a tenergli testa fino al ritorno di Xena e Marcus, ma il pazzo riesce a fuggire. I tre si mettono immediatamente sulle sue tracce, e quando sentono di un matrimonio che sarà celebrato a breve, capiscono che Forbante vi si recherà per uccidere la sposa. Xena convince il padre della fanciulla a scambiarsi con lei durante il bagno rituale, mentre Forbante ascolta, protetto dall'invisibilità. Quella notte, il pazzo penetra nella stanza della sposa, ma è sorpreso quando al suo posto trova Xena, che aveva immaginato che la conversazione con il padre della fanciulla fosse stata spiata. I due iniziano a lottare, e quando Forbante si rimette l'elmo, Xena gli getta addosso una coperta e lo uccide. Recuperato l'elmo, lei e Xena lo riportano a Plutone. Come ricompensa, il dio accetta di rigiudicare il guerriero, dato che l'ha aiutato; così gli concede di accedere ai Campi Elisi assieme alle anime dei giusti. Xena torna sulla Terra, consapevole che un giorno lo rincontrerà.
- Altri interpreti: Bobby Hosea (Marcus), Michael Hurst (Caronte), Chris Graham (Tosseo), Paul Willis (Forbante), Erik Thomson (Plutone), Geoff Clendon (padre della sposa), Chantelle Brownleen (sposa).

## Xena e il Re dei ladri
- Titolo originale: The Royal Couple Of Thieves
- Diretto da: John Cameron
- Scritto da: Steven L. Sears

### Trama
Xena cattura Autolico, il famoso Re dei ladri, a cui chiede aiuto per recuperare uno scrigno contenente la più potente arma del mondo, rubato dal signore della guerra Scirone alla gente di Kelton; questi intende metterlo all'asta. Così, il ladro si traveste dal famigerato assassino Sinterio, e insieme a Xena, che finge di essere la sua concubina, si imbarca sulla nave per raggiungere l'isola del signore della guerra; tra i loschi passeggeri della galea, vi sono il tenente di Scirone, Archelao, e Prognese. Quest'ultimo, per vendicare la morte del fratello, ucciso dal vero Sinterio, cerca di uccidere Autolico e Xena buttandoli in mare. I due riescono a salvarsi e sconfiggono Prognese. Durante il banchetto organizzato da Scirone, questi mostra lo scrigno che ha rubato, che è protetto da un complicato meccanismo difensivo, e promette di mostrare l'arma il giorno dopo. Avendo Autolico bisogno di un diversivo, Xena comincia a danzare sensualmente, mentre il ladro prende il calco della chiave della stanza in cui lo scrigno è custodito.
Più tardi, i due si recano nella sala dello scrigno, ma sono sorpresi di trovare Scirone morto sul baule; sono ancora più sorpresi quando trovano il vero scrigno nella loro stanza, e riescono a eludere il controllo delle guardie fingendo di amoreggiare. Quando Archelao fa allontanare la galea dall'isola per non far fuggire nessuno, Xena e Autolico riescono a far tornare lo scrigno al suo posto; così il tenente fa riavvicinare la nave all'isola. Il giorno dopo, Archelao si presenta ai due accompagnato dai suoi uomini e da un uomo sconosciuto che regge Olimpia, svenuta; costui, che le tocca una tempia con le dita, si presenta come il vero Sinterio, e i due sono costretti a rivelare le loro vere identità. Dopo una battaglia, i tre riescono a fuggire, ma Olimpia viene nuovamente catturata. Xena affronta Sinterio in un duello in cui utilizzano solo le dita (entrambi sono abili a far pressione in alcuni punti particolari del corpo); quando la guerriera sembra star per soccombere, riesce a uccidere il rivale facendogli pressione sul cuore. Archelao ordina ai suoi uomini di uccidere Xena, e questa viene aiutata da Autolico; quando il tenente apre lo scrigno, ne esce una sfera di luce che lo uccide, incenerendolo. Lo scrigno viene riconsegnato alla gente di Kelton, che rivela che nel baule erano custodite le tavole dei dieci comandamenti, e dopo che Xena e Olimpia hanno salutato Autolico, scoprono che questi ha riconsegnato la ricompensa alla gente del villaggio.
- Altri interpreti: Bruce Campbell (Autolico), David Telford (Scirone), Mark Raffety (Archelao), Crawford Thomson (Prognese), Grant Bridger (Sinterio).

## Xena e il guerriero Melicerte
- Titolo originale: The Prodigal
- Diretto da: John T. Kretchmer
- Scritto da: Chris Manheim

### Trama
Xena e Olimpia rimangono vittime di un'imboscata, e quest'ultima rimane paralizzata dalla paura quando un carro rischia di travolgerla; sconvolta per questo fatto, decide di prendersi una pausa dai suoi vagabondaggi con Xena e tornare per un breve periodo a Potidea. Durante il cammino, si imbatte in un villaggio completamente distrutto; uno dei sopravvissuti le spiega che il guerriero Damaste ha sterminato tutta la sua famiglia perché non gli hanno pagato i tributi che ormai da anni erano costretti a dargli; la prossima tappa del malvivente sarà Potidea. Olimpia si affretta a raggiungere il suo villaggio per avvertirne gli abitanti, ma quando arriva i suoi concittadini le riservano un'accoglienza molto festosa, per poi ricredersi quando si rendono conto che è lei: in realtà stanno aspettando il famoso guerriero Melicerte, che hanno assoldato per sconfiggere Damaste. Olimpia rimane costernata quando questi giunge al villaggio completamente ubriaco.
Il giorno dopo arrivano gli uomini di Damaste, ma l'"eroe" è ancora ubriaco; grazie a uno stratagemma, Olimpia e la sorella Leuca riescono a farli allontanare, spaventandoli col corpo di Melicerte, svenuto per il troppo alcool. Ripresosi, questi aiuta Olimpia e Leuca a perlustrare la foresta attorno al villaggio per trovare i punti strategici dove tendere delle trappole all'armata di Damaste. Separatesi da Melicerte, le due parlano del tempo trascorso divise: Leuca è gelosa del fatto che Olimpia si sia allontanata per seguire Xena, ma Olimpia la rassicura: lei è sua sorella, e nessuno può prendere il suo posto. Una volta riappacificatesi, le due si accorgono che Melicerte è stato catturato dagli uomini di Damaste, che vuole renderlo suo alleato. Olimpia si reca all'accampamento del brigante per aiutare il guerriero, ma viene catturata; Melicerte, fingendo di essere amico di Damaste, chiede Olimpia come concubina, e i due riescono a fuggire dall'accampamento. Tornati al villaggio, organizzano una serie di trappole per dare il benvenuto all'armata. Ma il giorno dopo, quando Damaste e i suoi uomini giungono a Potidea, Olimpia si rende conto che Melicerte è scomparso con i denari promessigli come ricompensa se avesse aiutato il villaggio. Delusa ma comunque decisa a contrastare il malvivente, lei e i concittadini sconfiggono gli uomini di Damaste; quando però le cose si mettono male, Melicerte fa ritorno: era andato a comprare dei giavellotti, con cui sconfigge definitivamente Damaste e i suoi uomini. Olimpia, anche su esortazione di Leuca, riparte per riprendere i suoi viaggi con Xena. Tornata al luogo dell'imboscata di inizio episodio, riesce a cavarsela da sola; solo dopo la principessa guerriera le si mostrerà, complimentandosi per la sua bravura. Le due, di nuovo insieme, ripartono come se non si fossero mai separate.
- Altri interpreti: Steve Hall (Damaste), Tim Thomerson (Melicerte), Willa O'Neill (Leuca).

## Xena e il sacrificio di Ilio
- Titolo originale: Altared States
- Diretto da: Michael Levine
- Scritto da: Chris Manheim

### Trama
Xena e Olimpia si fanno il bagno in un ruscello ma poi vedono un fanciullo di dodici anni di nome Ilio che fugge da Meneo, suo fratello maggiore, che insieme ad altri uomini vuole catturarlo. Xena prende le sue difese, quindi Meneo e i suoi uomini, dato che la guerriera è troppo forte, scappano. Ilio spiega a Xena che suo padre Antenore deve darlo in sacrificio per la loro divinità, ciò sembra necessario per il bene del loro villaggio, che infatti non venera gli Dei della Grecia bensì un'entità che viene chiamata Voce Suprema. Xena va da Antenore e Meneo mettendo in chiaro con loro che per adesso Ilio è sotto la sua protezione, Meneo non accetta l'intromissione della guerriera, ma Antenore apprezzando che Xena non abbia usato la violenza, accetta le sue condizioni, infatti benché lui debba uccidere il figlio è un compito che fa malvolentieri, è sollevato che per adesso Xena si prenda cura di Ilio. Quest'ultimo, intanto, viene nascosto in una caverna da Olimpia e le offre del pane alle noci, è stata la madre Zora a darglielo. Meneo sta plagiando gli abitanti del suo villaggio convincendoli che Ilio, un fanciullo puro, è il sacrificio necessario affinché tutti loro siano degni della protezione della Voce Suprema. Zora, all'insaputa di Antenore, prega la dea Vesta affinché Ilio non venga sacrificato, viene raggiunta da Xena alla quale confessa che la Voce Suprema comunica solo con Antenore, all'inizio il volere della Voce Suprema era quello di fare di Ilio la guida spirituale del villaggio, ma stranamente ha poi ordinato ad Antenore di sacrificare il fanciullo. Xena scopre che il pane che Zora ha dato a Ilio le è stato dato da Meneo, capisce che nel pane c'è seme di papavero, era un modo per rendere Ilio inoffensivo, ma è solo Olimpia a risentire degli effetti del pane avendolo mangiato solo lei. Meneo e i suoi uomini catturano Ilio per darlo in sacrificio ma Xena riesce a salvarlo. Antenore prega la Voce Suprema di riconsiderare il sacrificio, non vuole perdere il proprio figlio, ma la Voce Suprema mette in chiaro che il suo volere non può essere contestato. Antenore viene raggiunto da Ilio e Xena, anche quest'ultima ha sentito la Voce Suprema mentre parlava ad Antenore, quest'ultimo è ormai debole e amareggiato, tanto che Xena e Ilio lo aiutano a camminare portandolo a casa. Xena tenta di convincere Antenore a rinunciare alla sua divinità, non è costretto a ubbidirgli e a sacrificare Ilio, ma Antenore è della convinzione che se lo facesse darebbe a Ilio un cattivo esempio, non trovando giusto affidarsi alla fede solo nel momento del bisogno e poi non essere disposti a pagare il prezzo dovuto. Meneo prende Olimpia come ostaggio e costringe Xena a non intromettersi, adesso Antenore dovrà sacrificare Ilio. Xena inizia a sospettare che dietro la sedicente Voce Suprema ci sia proprio Meneo, intanto Antenore porta Ilio sull'altare dove dovrà pugnalarlo. Antenore non ha il coraggio di farlo, ma Meneo con un megafono (spacciandosi per la Voce Suprema) incoraggia a il padre a uccidere Ilio. È evidente che Meneo è animato dall'invidia, non accettava il fatto che Antenore amasse Ilio più di lui. Ilio con coraggio esorta il padre a pugnalarlo, interviene Xena che cerca di fermare Meneo, quest'ultimo tenta di ucciderla ma finisce per cadere in un dirupo, Xena aveva tentato di salvarlo ma lui, nel proprio orgoglio, ha preferito cadere tra le acque del fiume. Xena tenta di fermare Antenore lanciandogli contro il chakram ma non è necessario, la Voce Suprema ordina ad Antenore di risparmiare la vita a Ilio dato che l'uomo ha dimostrato di avere già verso la sua divinità una fede incrollabile, infine Antenore abbraccia Ilio non dovendo più ucciderlo. Xena e Olimpia si rimettono in viaggio con Ilio, Antenore e Zora che le salutano, Xena si complimenta con Olimpia per aver usato il megafono spacciandosi per la Voce Suprema e aver convinto Antenore a non uccidere il figlio, ma Olimpia non capisce a cosa si stia riferendo dato che non aveva usato il megafono. A quel punto le due donne alzano lo sguardo al cielo, incredule e stupite: la Voce Suprema esiste davvero.
- Altri interpreti: David de Lautour (Ilio), Teresa Woodham (Zora), David Ackroyd (Antenore), Karl Urban (Meneo).

## Xena e il padre perduto
- Titolo originale: Ties That Bind
- Diretto da: Charles Siebert
- Scritto da: Adam Armus, Nora Kay Foster

### Trama
Mentre spiano l'accampamento del malvagio Cidone, che ha rapito un gruppo di fanciulle di Efidna, un villaggio vicino, Xena e Olimpia vedono un guerriero avvicinarvisi e chiedere la liberazione delle prigioniere. Quando sembra che stia per avere la peggio, Xena interviene e lo salva. Olimpia li raggiunge, ed entrambe sono sorprese quando il guerriero si presenta come Erilo, il padre di Xena. Quest'ultima non gli crede, e se anche l'uomo fosse realmente suo padre, lei non vorrebbe averci niente a che fare: infatti il padre della guerriera abbandonò lei e sua madre quando era ancora fanciulla. Il trio si dirige comunque all'accampamento di Cidone per liberare le fanciulle, ed è solo grazie a Erilo se il piano va a buon fine. Mentre riportano le fanciulle al villaggio, Xena ha l'opportunità di ricambiare il favore quando suo padre viene attaccato da due contadini che lo accusano di aver rubato un cavallo; in realtà questi aveva vinto l'animale in una scommessa.
Intanto, al suo accampamento, Cidone è infuriato con Marte quando questi lo informa che il comando della sua armata è destinato a passare a Xena. Intenzionato a ucciderla, il signore della guerra invia Teagene, un assassino, a cercarla. Xena e il mercenario si scontrano, e la guerriera ha la meglio; rismarmiatolo, questi cerca di fuggire, ma viene ucciso da Erilo; Olimpia è allibita perché non capisce come si può uccidere un uomo disarmato, ma Erilo la corregge: Teagene aveva un pugnale nascosto ed era pronto a usarlo. Olimpia decide di lasciare Xena e il padre da soli per un po', così che possano conoscersi meglio, e decide di riaccompagnare le fanciulle a Efidna. I due così passano del tempo insieme, e Xena comincia a fidarsi del padre. Quando vengono attaccati da alcuni soldati di Cidone, scoprono che questi sta portando la sua armata a Efidna; Erilo insiste per recarvisi, perché vuole farsi perdonare dalla gente a cui aveva recato dei torti in passato.
Intanto Olimpia raggiunge il villaggio e aiuta gli abitanti a prepararsi all'attacco di Cidone. Quando Xena la raggiunge, Erilo viene subito riconosciuto e gettato in prigione. Xena supplica gli abitanti di risparmiarlo finché non avrà sconfitto Cidone, e parte per sconfiggere il nemico. Affrontatolo, riesce ad avere la meglio e diviene nuovo comandante dell'armata. Ritornata al villaggio con quelli che ora sono i suoi uomini, è sbalordita quando vede il padre legato a dei pali e lasciato lì come cibo per gli avvoltoi, è stato punito perché aveva cercato di fuggire. Mentre Marte informa Cidone che era solo una pedina usata per far tornare Xena la malvagia guerriera di un tempo, lei, piena di collera, ordina ai suoi uomini di distruggere il villaggio. Liberato il padre Xena viene sfidata da Olimpia la quale accusa l'amica di non essere diversa da Draco quando quest'ultimo minacciò Patidea. Xena è irremovibile, è pronta al massacro ma Olimpia la colpisce violentemente con il bastone. Erilo si risveglia e incita Xena a vendicarlo; la guerriera si insospettisce, finché scopre che quello che crede essere suo padre è in realtà Marte. Il dio minaccia di ucciderla, ma quando Xena ammette che preferirebbe morire piuttosto che diventare il suo primo guerriero, Marte si mette a picchiarla tuttavia, constatando che Xena non cerca nemmeno di difendersi, le risparmia la vita per poi andarsene, dicendole che si rivedranno presto. Xena e Olimpia riprendono così il loro viaggio, entrambe ormai hanno capito che, pur sentendosi legate alle loro rispettive famiglie, ormai è l'amicizia che le unisce ciò che è più importante.
- Altri interpreti: Stephen Lovatt (Cidone), Tom Atkins (Erilo), Kevin Tod Smith (Marte), Lutz Halbhubner (Teagene).

## Xena e la freccia avvelenata
- Titolo originale: The Greater Good
- Diretto da: Gary Jones
- Scritto da: Steven L. Sears

### Trama
Mentre Olimpia si allena col suo bastone, Xena sente un urlo vicino ed accorre in soccorso di una fanciulla: i soldati del signore della guerra Talmodio stanno attaccando la fabbrica di acqua frizzante del mago Sinfronio. Xena interviene in soccorso e riesce a respingere i soldati, ma, mentre combatte, una donna sconosciuta nascosta su un albero la ferisce con una freccia avvelenata. Xena scopre che il mago Sinfronio è in realtà Salmoneo, che ha venduto a Talmodio cinture e armi fasulle. Mentre Xena accetta di aiutare l'amico, Talmodio viene a sapere dal suo tenente Ness dell'interferenza della guerriera e il suo odio verso Salmoneo aumenta. Xena respinge un altro attacco dei soldati di Talmodio, ma quando affronta il guerriero comincia a sentire gli effetti del veleno e riesce a fuggire solo grazie al tempestivo intervento di Olimpia. Così, con l'aiuto di Salmoneo, organizzano un piano per difendere il villaggio e far credere a Talmodio che Xena sia ancora in ottima forma: Olimpia si veste così con l'armatura dell'amica, si tinge i capelli di nero e raggiunge gli uomini del signore della guerra, facendosi poi inseguire al villaggio dove Xena rompe una botte piena d'acqua frizzante che si riversa sui soldati, e i contadini li colpiscono con dei tappi di sughero sparati dalle bottiglie contenenti il liquido.
Xena si indebolisce sempre più, e dice a Olimpia che, se dovesse morire, lei vuole essere sepolta accanto a suo fratello, Linceo.
Olimpia si reca nell'accampamento di Talmodio lanciando degli scacchi infiammati contro i suoi uomini. Mentre cerca di fuggire, però, cade da Argo in una tinozza d'acqua e viene così scoperta e catturata. Mentre viene salvata da Argo, Xena combatte contro due uomini di Talmodio, Nymis e Kalus, entrati furtivamente nella fabbrica di Salmoneo. Olimpia torna al villaggio e trova Xena accasciata al suolo, morta. Distrutta e senza parole, riesce a organizzare un gruppo di contadini per costruire un muro di difesa; intanto lei si recherà a cercare Iolao, che si trova lì vicino, per ottenere il suo aiuto. Quando è partita, Salmoneo trova il coraggio di consegnarsi a Talmodio e gli promette inoltre di consegnargli il corpo di Xena, se questi risparmierà la sua gente. In viaggio, Olimpia sente dire da dei soldati che un cittadino si è consegnato a Talmodio; ritorna così alla fabbrica e vede i soldati del guerriero portare via il corpo di Xena. Intanto Salmoneo scopre che Talmodio non ha alcuna intenzione di rispettare il patto e che intende vendere i cittadini come schiavi. Olimpia irrompe nell'accampamento e, nonostante le sue accresciute abilità, viene catturata. Il corpo di Xena viene legato a due cavalli per essere smembrato; ma la principessa guerriera si risveglia improvvisamente e lei e Olimpia sconfiggono l'armata. Xena spiega che il veleno che l'aveva colpita era molto raro, e per poterne uscire doveva lasciarlo agire; doveva arrivare ad essere completamente paralizzata, prima di poter rimettersi. Le due amiche riprendono il loro viaggio, sebbene Xena sia ancora turbata dal fatto di non aver scoperto chi l'ha colpita con la freccia.
- Altri interpreti: Peter McCauley (Talmodio), Robert Trebor (Salmoneo), Jonathon Hendry (Ness), Jason Tahau (Nymis), Timothy James Adam (Kalus).

## Xena e la vendetta di Callisto
- Titolo originale: Callisto
- Diretto da: T.J. Scott
- Scritto da: R.J. Stewart

### Trama
Una spietata guerriera sta spargendo terrore distruggendo villaggi; a una vecchia sopravvissuta le rivela il suo nome: Xena. Intanto Xena e Olimpia sono in una taverna, e qui la guerriera viene accusata da Melanzio di aver ucciso suo figlio. Xena, che è innocente, risparmia l'uomo e inizia a indagare con Olimpia. Le due arrivano in un villaggio che è sotto assedio e qui iniziano a combattere. Xena lancia il suo chakram per fermare i soldati, ma questo viene preso al volo dalla malvagia guerriera: il suo nome è Callisto, e secondo lei è stata Xena stessa a crearla. Nel combattimento che ne segue, Callisto chiede a Xena se il nome Cirra le ricorda nulla; Xena, che aveva distrutto il villaggio nel suo passato, cerca di finire la nemica, ma questa fugge. Allora usa il suo tocco paralizzante per interrogare Teodoro, ufficiale di Callisto, che le rivela che la famiglia della donna era stata massacrata quando Xena aveva distrutto il suo villaggio. Ora, determinata a vendicarsi, Callisto vuole uccidere l'oracolo di Delfi con il chakram di Xena, facendo così ricadere la colpa dell'assassinio sulla principessa guerriera.
Nel frattempo nel suo accampamento, Callisto riceve la visita di un guerriero, Corilo, che vuole unirsi alla sua armata; per farlo, gli dice Callisto, deve riuscire a catturare e a portarle Olimpia. L'uomo prova in tutti i modi a rapire la giovane, ma viene facilmente sconfitto, rivelandosi un autentico incapace. Il giorno seguente, Xena e l'amica si recano a Delfi e qui sventano il tentato omicidio dell'oracolo; Xena insegue Callisto e alla fine riesce a catturarla. Intanto Melanzio (che ora crede nell'innocenza di Xena) organizza con gli altri abitanti di uccidere la donna responsabile della morte del figlio. Quando Xena si rifiuta di consegnargli Callisto, questi incendia la prigione in cui la donna è rinchiusa; riuscita a fuggire, la guerriera cattura Olimpia e Xena la insegue fino al suo accampamento: qui trova Olimpia e Corilo - che ha fallito la missione di Callisto e per questo deve essere punito - legati sopra dei pali appuntiti. Incendiata la corda che li tiene in vita, Callisto comincia a lottare contro Xena usando le scale sospese presenti nell'accampamento. Xena riesce a salvare i due ostaggi e non permette che Callisto muoia, aumentando se possibile l'odio che la folle guerriera nutre nei suoi confronti. Xena riconsegna Callisto nelle mani degli abitanti di Delfi e Melanzio promette a Xena che ora Callisto subirà un regolare processo.
- Altri interpreti: Hudson Leick (Callisto), Ian Hughes (Melanzio), Ted Raimi (Corilo), David Te Rare (Teodoro).

## Xena e la maschera di Codro
- Titolo originale: Death Mask
- Diretto da: Stewart Main
- Scritto da: Peter Allan Fields

### Trama
Mentre sono in viaggio, Xena e Olimpia vengono attaccati da due uomini mascherati; dopo averli sconfitti, Xena scopre che sono gli uomini di Codro, l'uomo che un tempo attaccò il suo villaggio, Anfipoli, e che la portò a diventare una spietata guerriera. Determinata a ucciderlo, Xena si reca nel villaggio vicino, che è assalito dagli uomini del signore della guerra. L'arrivo dei soldati del re, sotto il comando di Esaco, mette in fuga i criminali, tra i quali Xena riconosce suo fratello Tereo. Raggiuntolo, questi le spiega di essersi unito al criminale solo per potergli sembrare alleato e poi ucciderlo; Xena accetta di unirsi a lui e insieme a Olimpia escogitano un piano. Tereo porta così Xena all'accampamento di Codro fingendo di averla catturata, ma Iante, tenente del criminale, vuole presentarla di persona al suo capo. Riuscita a fuggire, informa il fratello e Olimpia che Codro per comunicare usa dei piccioni col sigillo imperiale, e Tereo suppone che possa avere degli infiltrati nel castello del re.
Riusciti a superarne le difese, Xena e Tereo sono sorpresi di scoprire che il re non è altri che Codro stesso: questi si è tramutato in criminale per arricchirsi, e come re ha aumentato le tasse, fingendo di usarle per difendere il villaggio dai nemici. I due fuggono prima di essere catturati e lasciano Olimpia a guardia del villaggio. Tereo è infuriato perché non sono riusciti a uccidere il malvivente e rivela a Xena che durante l'assedio di Anfipoli lui fuggì, impaurito; quando venne a sapere che loro fratello Linceo era morto, dedicò la sua vita a vendicarlo. Tereo riesce a raggiungere l'accampamento di Codro senza farlo sapere a Xena; questa, scopertolo, lo insegue e lo trova incatenato a un palo e circondato da balle di fieno cosparse di olio. Capendo di essere in trappola, Xena si consegna a Iante, che porta lei e il fratello nelle prigioni del castello. Riusciti a fuggire, Xena manda un messaggio con una colomba reale a Iante, ordinandogli di attaccare il castello. Iniziata la battaglia, Xena porta Esaco e Codro legati dal re (Codro) e gli ordina di ritirare i suoi uomini: quando il re ordina agli invasori di ritirarsi, la sua vera identità viene svelata e Xena offre a Tereo l'opportunità di ucciderlo. Questi non ci riesce, capendo che ucciderlo non servirebbe a nulla; saluta poi la sorella, dicendole che si recherà ad Anfipoli per salutare la loro madre Irene.
- Altri interpreti: Michael Lawrence (Codro), Joseph Kell (Tereo), Dough McCaulay (Esaco), William Davis (Iante), Peter Needham (capo del villaggio), Elizabeth Skeen (Sera).

## Xena e il risveglio di Olimpia
- Titolo originale: Is There A Doctor In The House?
- Diretto da: T.J. Scott
- Scritto da: Patricia Manney

### Trama
Xena e Olimpia sono dirette ad Atene; lungo il cammino si ritrovano nel territorio in cui si combatte una guerra civile tra Etoli e Tessalici. Sentendo dei rumori, le due trovano la loro amica Anfitea (Xena e la lotta tra centauri e amazzoni), in procinto di partorire. L'amazzone spiega loro che lei e il suo sposo, il centauro Sileo, si stavano recando ad Atene per far nascere loro figlio, ma sono caduti in un'imboscata degli Etoli; il suo sposo è stato così ucciso, e lei, ferita, si è nascosta nella foresta. Determinata a porre fine al conflitto, Xena va dal capo degli Etoli, Meleagro, mentre lascia Anfitea con Olimpia. Feritolo e catturatolo, la guerriera lo porta nel tempio di Esculapio dei Tessalici assieme ad Olimpia e all'amica amazzone.
Il tempio è pieno di feriti e morti, ma Xena disapprova il fatto che i feriti Etoli vengano lasciati morire. Si mette così all'opera, con l'aiuto di Olimpia e di due giovani sacerdoti, Ippocrate e Democrito (che si innamora di Olimpia), nonostante la disapprovazione dell'alto sacerdote, Galeno. Quando questi si accorge che Xena sta usando l'altare del dio per curare i feriti, le ordina di andarsene; la guerriera riesce a sconfiggere facilmente le guardie Tessaliche e continua a lavorare.
Quando un soldato con la gamba in gangrena viene portato nel tempio, Xena si fa aiutare da Meleagro per l'amputazione. Intanto Olimpia esce dal tempio per cercare il fratello del ferito, mentre Meleagro scopre da Anfitea cosa le hanno fatto i suoi uomini.
Poco dopo, Olimpia viene riportata nel tempio gravemente ferita, e Meleagro è sorpreso di scoprire che la giovane non ha voluto uccidere il suo assalitore. Prima di svenire, la giovane amazzone chiama Anfitea e le dona la sua eredità di amazzone e il suo diritto di divenire principessa amazzone. Mentre Xena medica l'amica, Democrito organizza un gruppo per mettere in salvo donne e bambini, ma viene colpito da una freccia. Galeno è costretto a chiedere aiuto a Xena, che estrae la freccia e blocca l'emorragia.
Anfitea ormai sta per partorire, proprio mentre i Tessalici cominciano a bombardare il tempio per evitare l'avanzata degli Etoli. Dato che il bambino è girato al contrario, Xena è costretta a fargli un cesareo, e viene alla luce un centauro, che Anfitea chiama Xenan, in onore di Xena. Meleagro manda dei messaggeri ad avvertire i suoi uomini che la guerra è finita, mentre Olimpia inizia ad avere delle convulsioni e smette di respirare. Xena inizia subito a farle la respirazione bocca a bocca, non arrendendosi neanche quando le viene detto che ormai la sua amica è morta. La sua perseveranza ha effetto: Olimpia (dopo vari tentativi) si risveglia e Xena la abbraccia. In conseguenza di questo avvenimento Galeno comincia a pensare che Xena sia una dea, ma lei gli risponde che è stata la forza di volontà di Olimpia a permetterle di risvegliarsi. La guerra è finita, Olimpia e Democrito si rimettono perfettamente e Xena rivela a Meleagro di essere stata lei a ferirlo, per evitare che facesse qualcosa di cui potesse poi pentirsi. Xena riparte con Olimpia, senza che Democrito avesse avuto modo di rivelarle il suo amore. Durante il viaggio Olimpia racconta a Xena dello strano sogno che ha fatto sui Campi Elisi.
- Altri interpreti: Danielle Cormack (Anfitea), Ray Woolf (Meleagro), Andrew Binns (Ippocrate), Simon Farthing (Democrito), Ron Smith (Galeno).